# Voiture à étage État

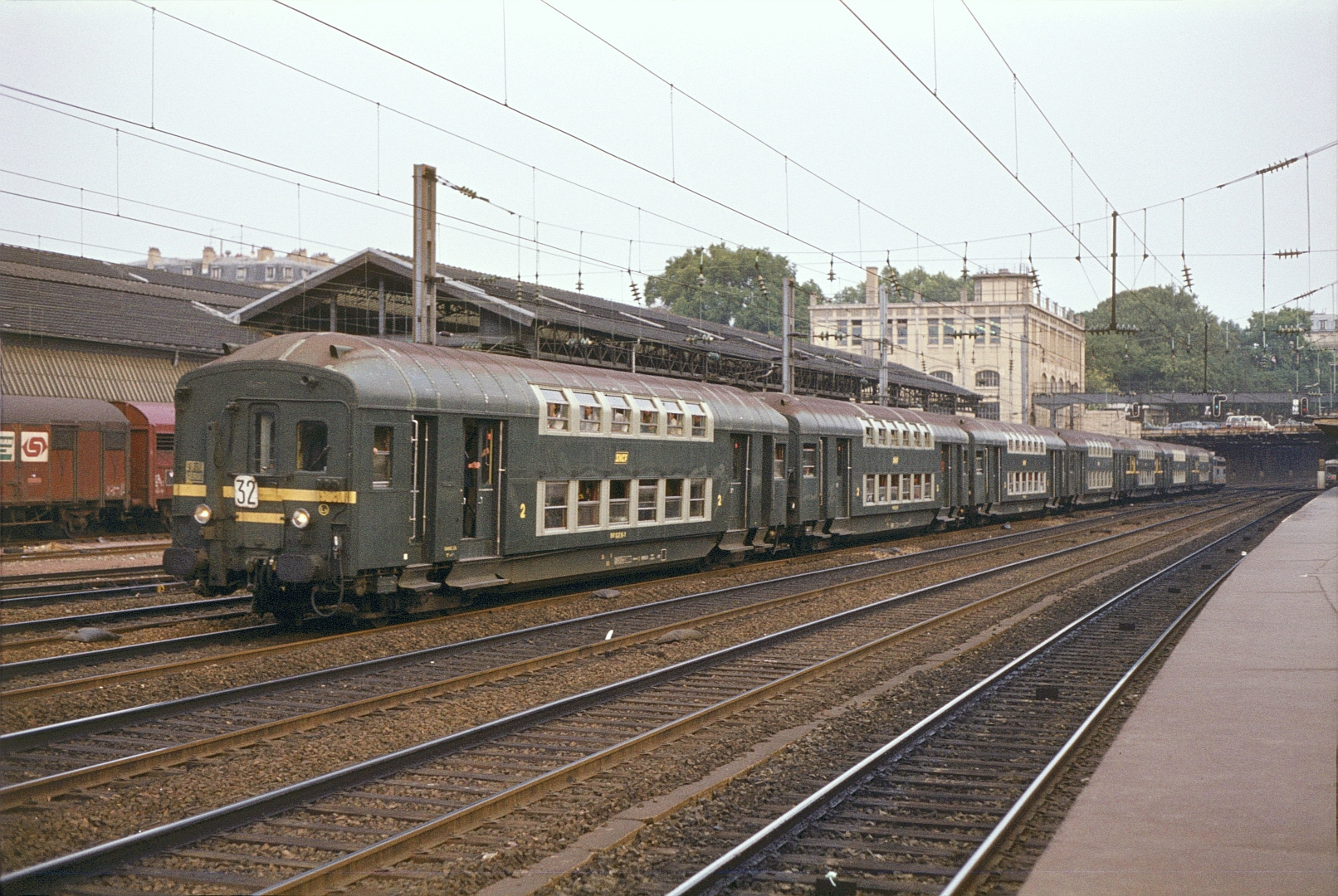
Doppelstock-Wendezuggarnitur des Typs Voiture à étage État des Pariser Vorortverkehrs im Bahnhof Pont-Cardinet (1982)

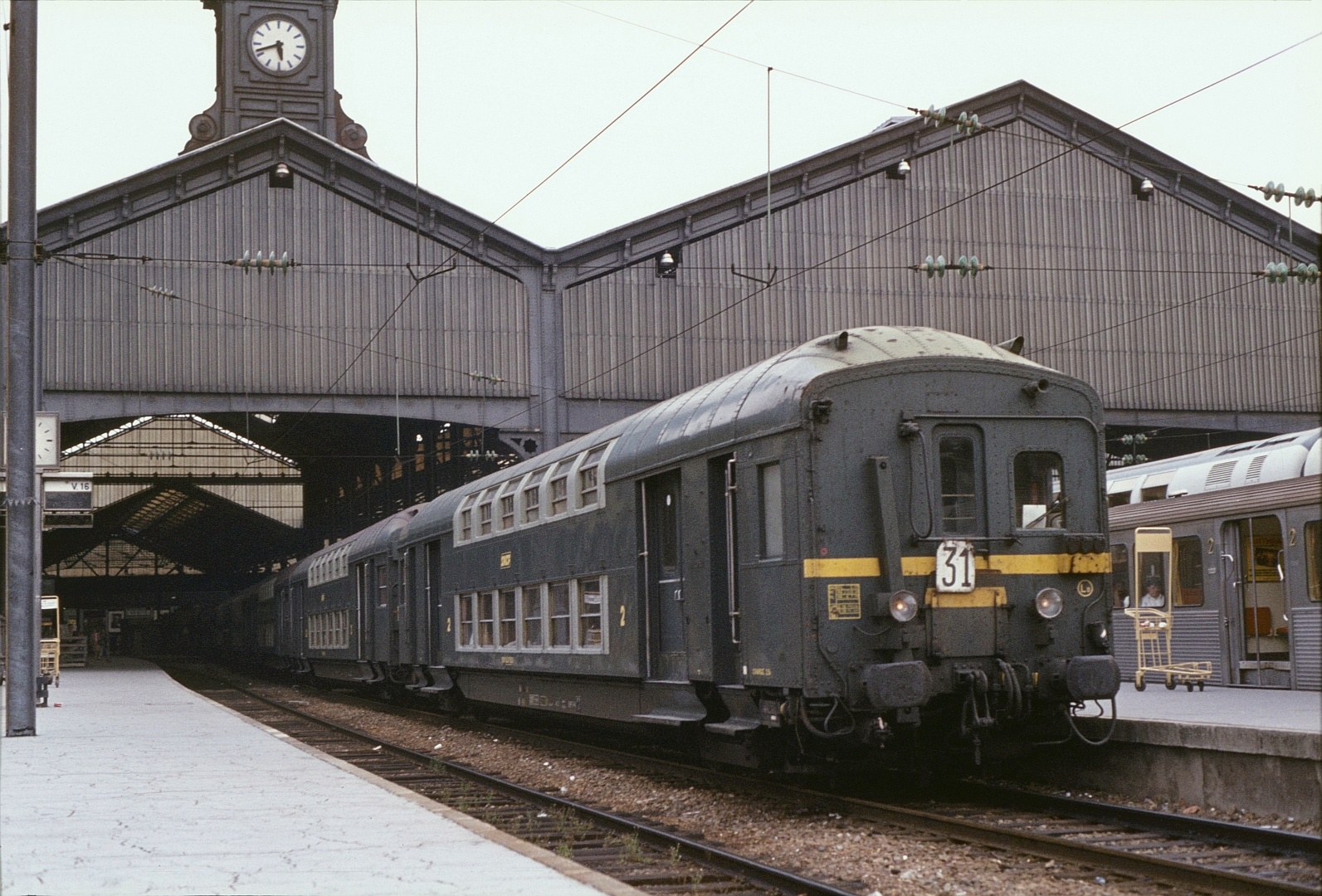
Ein Doppelstockzug verlässt Paris-Saint-Lazare, gut erkennbar ist der Führerstand des Steuerwagens (1982)

Als Voitures à étage État wurden Doppelstockwagen der französischen Bahngesellschaft Chemins de fer de l’État (ETAT) aus den 1930er-Jahren bezeichnet. Sie wurden in festen Einheiten als Wendezüge mit Steuerwagen und fernsteuerbarer Tenderdampflokomotive eingesetzt.

## Geschichte
In den 1930er-Jahren suchte die Verwaltung der ETAT angesichts des zunehmenden Verkehrs im Großraum Paris nach Möglichkeiten, die Fahrgastkapazität zu steigern, ohne die Länge der Züge zu erhöhen. Ausschlaggebend war die begrenzte Länge der zur Verfügung stehenden Bahnsteige im Bahnhof Paris-Saint-Lazare. Zu jener Zeit gab es bereits seit 1883 zweiachsige Doppelstockwagen des Typs Voiture Bidel auf der Ligne de Vincennes der Compagnie des chemins de fer de l’Est.
Die ETAT entschieden sich demgegenüber zu einer neu zu entwickelnden moderneren Wagenbauserie. Sie sollten in Zugeinheiten von je sieben Wagen fahren. Die ersten zehn Einheiten wurden von den Entreprises Industrielles Charentaises im Jahr 1933 geliefert.

## Aufbau und Merkmale

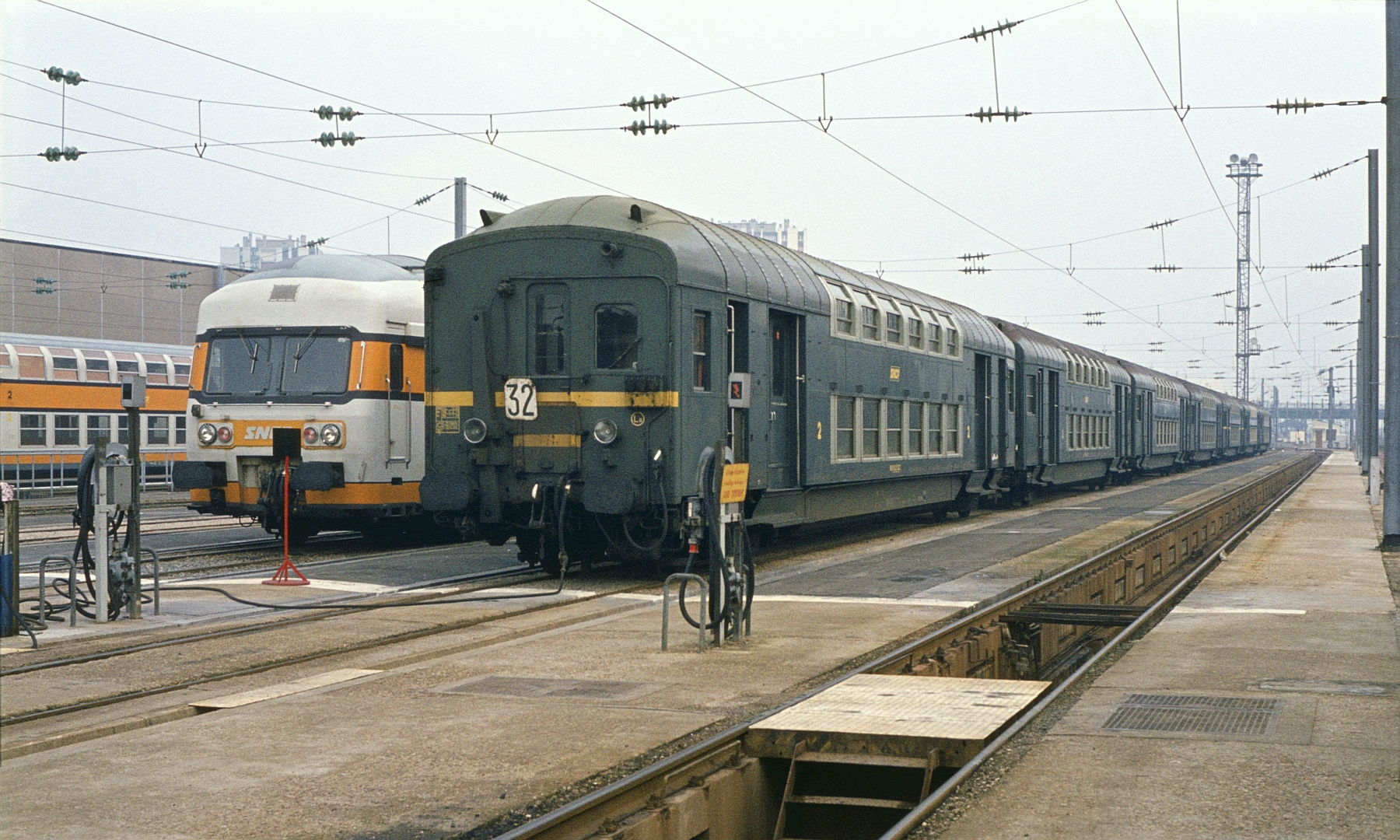
Voiture à étage État im Bahnhof Val d’Argenteuil, dahinter ein Voiture de banlieue à deux niveaux (1982)

Die Wagen wurden aus Stahl und Aluminium gefertigt, mit Zugangsplattformen an jedem Ende mit beiderseits je einer doppelten und einer einflügeligen Tür. An den Enden befanden sich Übergänge zum jeweils nächsten Wagen.
Zwischen den Plattformen wurden zwei Etagen eingerichtet, wobei die obere Sitzbankreihen mit je fünf Plätzen und die untere Sitzbankreihen mit je vier Plätzen aufwies. In jedem Zug befand sich an einem Ende ein Steuerwagen. Insgesamt 50 Exemplare dieser technisch fortschrittlichen Wagen wurden gebaut, davon neun mit Steuerabteil.

## Fernsteuerbare Lokomotiven

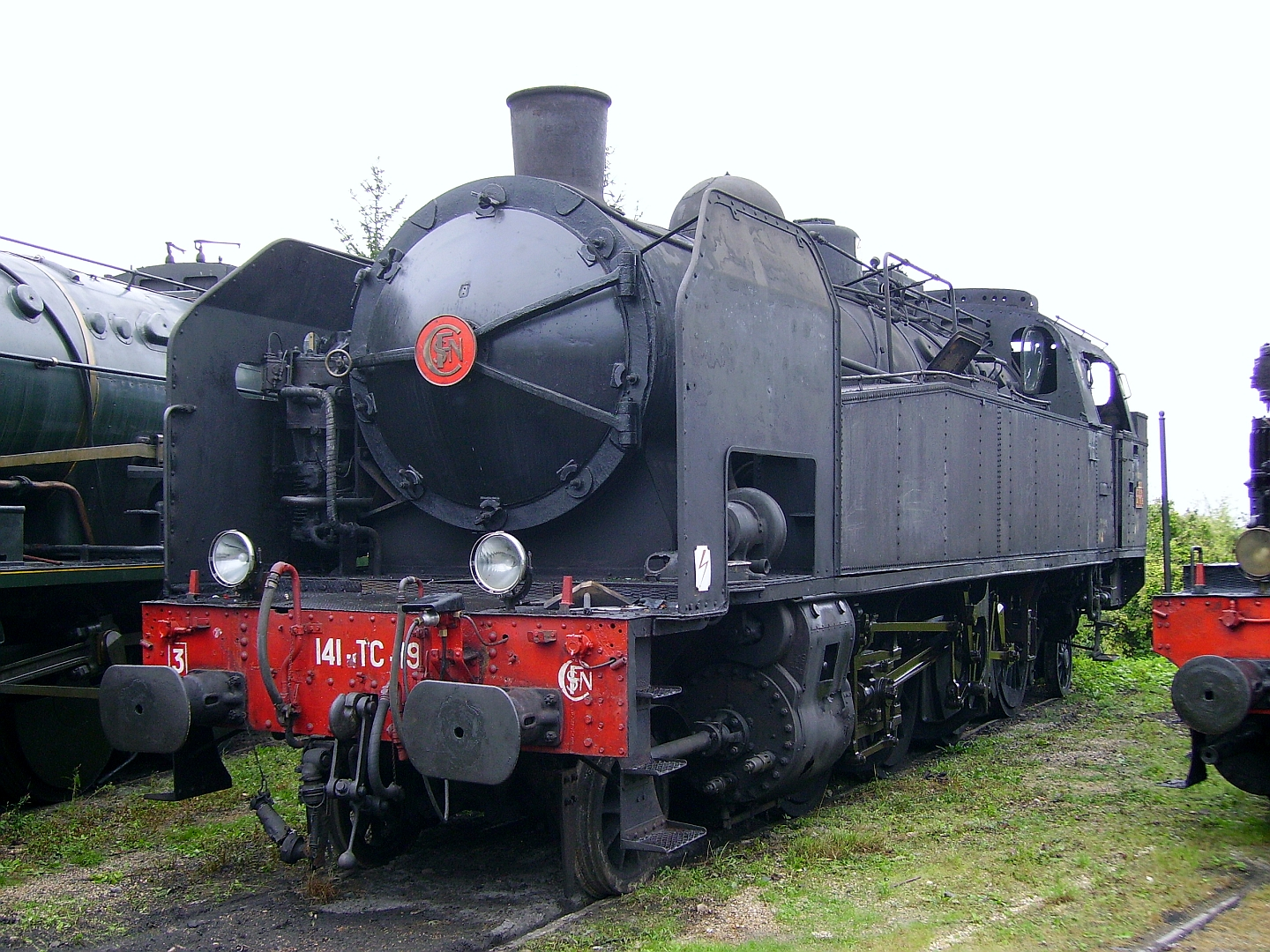
Tenderlok 141 TC 19

Eine Serie von 20 Tenderlokomotiven wurde 1923 von den Fives-Lille-Werken an die ETAT ausgeliefert und als Baureihe État 42-001 – 42-020, ab 1938 als SNCF 141-TC geführt. Sie waren zunächst beim Bahnbetriebswerk Batignolles stationiert.
Um 1930 wurden diese Maschinen mit Fernsteuereinrichtungen auf der Basis von Druckluftleitungen versehen. Gegenüber dem Ursprungszustand wurden sie zusätzlich mit Windleitblechen und geschlossenen Führerhäusern ausgerüstet. In diesem Zustand wurden sie mit den Voitures à étage État betrieben. Als Tenderlokomotiven mit der „symmetrischen“ Fahrwerksanordnung 1′D1′ konnten sie in beiden Fahrtrichtungen mit der Höchstgeschwindigkeit von 120 km/h fahren.

## Einsatz
Die aus Voitures à étage État gebildeten Wendezüge fuhren auf Strecken von Paris Saint-Lazare aus täglich jeweils morgens und abends in einer Richtung und zusätzlich in kürzeren Relationen am westlichen Stadtrand von Paris.
Im Jahr 1982 endete der Einsatz zugunsten neuerer Zuggarnituren.

## Verbleib
Im Écomusée d’Alsace sind ein Zwischenwagen und ein Steuerwagen erhalten.